# 卢亦愚
卢亦愚（1948年—），浙江杭州人，汉族，中华人民共和国政治人物、第十一届全国人民代表大会浙江地区代表。
毕业于浙江农业大学、日本九州大学病毒免疫学专业。加入民盟。担任浙江省公共卫生应急检测重点实验室主任。2008年起担任全国人大代表。